# 마법산
마법산(영어: magic acid)은 플루오로황산과 오플루오린화 안티모니가 1:1비율로 구성되어있는 초강산의 한 종류이다.

## 역사
1960년대 미국 출신의 화학자인 조지 앤드류 올라에 의해 개발되었으며, 안정적인 탄수화물을 연구하는 용도로 사용되었다. 또한 R. J. 길레스피는 조지가 개발한 마법산을 이용하여 탈수소화된 카보 양이온을 만들어냈다. 마법산이라는 독특한 이름은 조지의 동료 연구원들이 그 해 크리스마스 파티를 하다가 멤버 한 명이 파라핀 양초를 용액에 넣은 것에서부터 유래되었으며, 양초가 마법같이 빠른 속도로 녹아 없어진 것을 보았다고 한다. 조지는 양초를 순식간에 녹여버린 용액을 1H-NMR을 통해 분석하다가, 용액에서 양초의 파라핀 사슬들이 절단되었던 흔적인 테트라뷰틸 양이온을 목격하였다.

## 화학적 성질

### 구조
HSO3F와 SbF5의 몰비가 1:1일 때 탄산이온을 가장 잘 만들지만, 다른 비율에서의 기능도 기록되어있다. SbF5 : HSO3F의 비가 0.2 미만인 경우, 19F NMR 분광법에 의해 결정된 다음의 두 가지 평형이 용액에서 가장 두드러진다.
위의 그림에서 평형 I는 NMR 데이터의 80 %를 차지하고 평형 II는 약 20 %를 차지한다. 두 화합물의 비율이 0.4와 1.4 사이에서 증가함에 따라 새로운 NMR신호가 나타나고, SbF5의 농도가 증가하면서 산의 강도가 증가한다. 액체의 점성도 점점 증가하기 때문에 신호의 정확성 또한 감소한다.

### 산성도
순수 황산보다 강한 양성자산은 초강산으로 간주되며, 매우 낮은 산도를 가지고 있다. 황산의 Hammet산도함수는 -12이고, 과염소산은 -13, 마법산은 -23이며, 가장 강한 산으로 알려진 플루오로안티몬산은 최대 -28까지 도달할 수 있다고 한다.

## 용도
마법산은 친핵성이 매우 낮기 때문에 용액에서 탄수화물의 안정성을 높일 수 있다. 보통 3배위의 탄수화물은 산성 용액의 매질에서 관찰되며, 오비탈이 sp2로 혼성화되어있어 평면 구조인 것으로도 밝혀졌다. 그러나 탄소 양이온은 6개의 부족한 전자로 둘러싸여있어 불안정하고, 때문에 전자친화도가 높다. 이것은 탄소로 된 단일 결합만을 포함하기 때문에 루이스 구조를 통해 쉽게 설명된다. 많은 3차 사이클로알킬 양이온이 초강산 용액과 반응하여 형성 될 수 있는데, 이러한 예시로는 메틸사이클로펜틸 양이온이 있으며 사이클로펜테인, 사이클로헥세인 등으로부터 형성될 수 있다. 사이클로헥세인의 경우, 사이클로펜틸 양이온이 3배위 탄수화물보다 안정한 2가 탄소 양이온이 2가 탄소 양이온으로 이성질화하는 과정을 통해 형성된다. 사이클로프로필 양이온, 알케닐 양이온 및 아레늄 양이온에서도 관찰되었다.
그러나 마법산의 화학적 특성이 더욱 널리 보급됨에 따라 배합량이 높은 탄수화물이 더욱 많이 관찰되었다. 또한 일반적이지 않은 이온으로 설명되는 5배위 탄수화물은 이중결합을 사용하여 묘사 될 수 없으며, 대신 두 세개의 전자(또는 그 이상)가 중심 결합을 필요로 한다. 이들 이온에서 2개의 전자는 2개 이상의 원자에 걸쳐 공명하며, 결합의 중심이 전자가 부족하여 포화된 알케인이 친전자성 반응에 참여할 수 있게한다. 이러한 초배위 탄수화물의 발견은 1950년대와 60년대에 고전적이지 않은 이온에 대한 논쟁을 일으켰다.
1H-NMR의 느린 시간 척도로 인해 수소 원자와 빠르게 평형을 이루는 양이온은 감지되지 않았을 것이다. 그러나 IR 분광법, 라만 분광법 및 13C NMR은 초배합된 탄수화물의 기능을 조사하는 데 사용되었다. 논란의 여지가있는 양이온인 노르보닐 양이온은 마법산을 포함한 여러 가지 초강산 용액에서 발견되었다.
배합된 메틸렌의 탄소 원자는 3가지의 2전자 2중심결합, 1가지의 2전자 3중심 결합과 나머지 비공유 전자쌍인 sp3 궤도를 갖는 삼각쌍뿔 모양의 전자쌍배치를 갖게 된다. 또한 양자역학적 계산은 일반적인 탄수화물 구조의 에너지가 최소가 아님을 보여 주었다.

## 안전성
- 거의 대부분의 유기화합물과 반응하여 결합을 절단해버리므로 매우 주의해서 다뤄야한다.
- 유리를 녹일 수 있는 플루오린계 초강산이기 때문에 보관할 때에는 납이나 테플론 용기 등에 보관해야한다.

## 같이 보기
- 플루오로안티몬산